# Monreal, Navarre
Monreal (Elo trong tiếng Euskera) là một đô thị trong tỉnh và cộng đồng tự trị Navarre, Tây Ban Nha. Đô thị này có diện tích là 22,61 ki-lô-mét vuông, dân số năm 2007 là 468 người với mật độ 20,7 người/km²